# 2003 QY90
2003 QY90 est un objet transneptunien binaire de magnitude absolue 6,4 découvert en août 2003. Son diamètre est estimé à 81 km.
Un satellite, de désignation provisoire S/2003 (2003 QY90) 1, d'un diamètre d'environ 80 km a été découvert en octobre 2003. Les deux objets orbitent à  8 549 ± 95 km l'un de l'autre ; on peut parler ici d'un corps double.